# ورزشگاه متروپولیتن توکیو

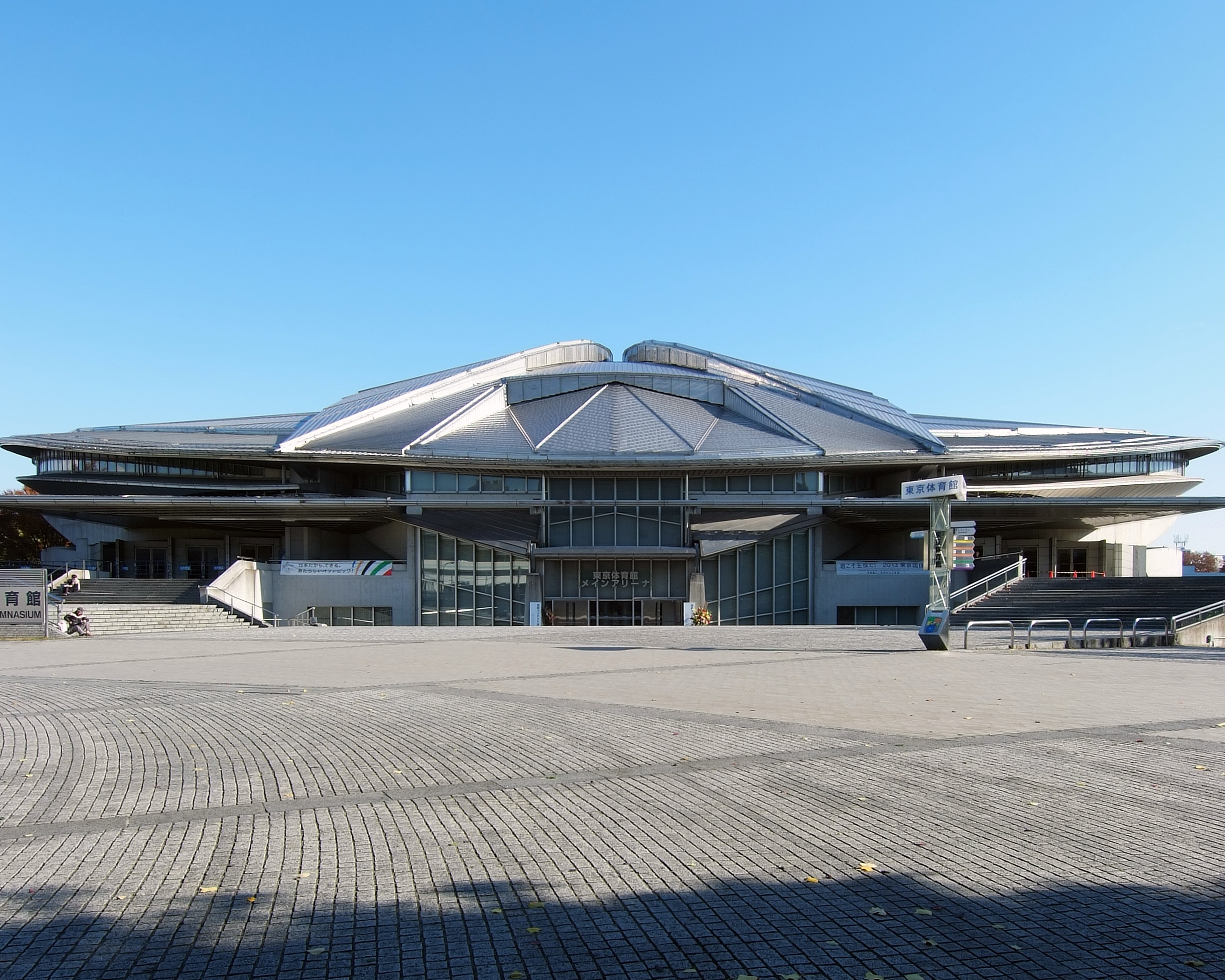
ورزشگاه متروپولیتن توکیو

ورزشگاه متروپولیتن توکیو (به ژاپنی: 東京体育館, Tokyo Metropolitan Gymnasium) در منطقهٔ شیبویا در توکیو پایتخت ژاپن واقع شده‌است. این ورزشگاه سرپوشیده در سال ۱۹۵۴ میلادی آمادهٔ بهره‌برداری شده‌است.

## ایستگاه‌های اطراف
- متروی توئی، خط اوادو، ایستگاه کوکوریتسوکیوگیجو (国立競技場駅) در حدود ۱ دقیقه از ایستگاه پیاده راه است.
- جی آر، خط چوئو-هونسن، ایستگاه سنداگایا (千駄ケ谷駅)